# 1485
- Wikisource

| Calendário gregoriano                                                        | 1485 MCDLXXXV                                        |
| Ab urbe condita                                                              | 2238                                                 |
| Calendário arménio                                                           | 934 – 935                                            |
| Calendário bahá'í                                                            | -359 – -358                                          |
| Calendário budista                                                           | 2029                                                 |
| Calendário chinês                                                            | 4181 – 4182 Início a 17 de janeiro (aproximadamente) |
| Calendário copta                                                             | 1201 – 1202                                          |
| Calendário etíope                                                            | 1477 – 1478                                          |
| Calendários hindus - Vikram Samvat - Calendário nacional indiano - Cáli Iuga | 1540 – 1541 1406 – 1407 4585 – 4586                  |
| Calendário Holoceno                                                          | 11485                                                |
| Calendário islâmico                                                          | 890 – 891                                            |
| Calendário judaico                                                           | 5245 – 5246                                          |
| Calendário persa                                                             | 863 – 864                                            |
| Calendário rúnico                                                            | 1735                                                 |
| Calendário solar tailandês                                                   | 2028                                                 |

1485 (MCDLXXXV, na numeração romana) foi um ano comum do século XV do Calendário Juliano, da Era de Cristo, a sua letra dominical foi B (52 semanas), teve início a um sábado e terminou também a um sábado.
| Ano completo                   |
| ------------------------------ |
| Ano comum com início ao sábado |

## Eventos
- 4 de junho — Concessão de um chão no Campo do Duque ao concelho do Funchal para a construção de uma igreja.
- 5 de junho — Construção da Sé do Funchal.
- 22 de agosto — Batalha de Bosworth Field, última e mais significativa batalha da Guerra das Rosas, na qual a Casa de Iorque é derrotada pela Casa de Lencastre e leva à subida ao trono de Henrique VII de Inglaterra e ao fim da guerra.
- Diogo Cão chega ao Cabo da Cruz, na actual Namíbia.
- Descrição da Madeira, Açores e Cabo Verde feita pelo piloto Diogo Gomes.
- Início da construção da Igreja de Santa Bárbara das Manadas, em Velas, Açores.
- Publicação do primeiro livro impresso sobre arquitetura, o De re aedificatoria, de Leon Battista Alberti (1404–1472).
- Maomé XIII torna-se o 23.º e penúltimo sultão do Reino Nacérida de Granada, substituindo o seu irmão Alboácem Ali (Mulei Haçane ou Mulhacém). Reinará até 1487.

## Nascimentos
- 16 de dezembro — Catarina de Aragão, primeira mulher de Henrique VIII de Inglaterra  (m. 1536).
- Francisco de Melo, matemático, físico e bispo português  (m. 1536).
- Martinho de Portugal, arcebispo do Funchal quando aquela diocese era a maior jurisdição católica do mundo, que se estendia do Brasil a Goa  (m. 1547).
- Nikolaus Gerbelius, humanista e jurista alemão  (m. 1560).
- Robert de Lénoncourt, cardeal francês  (m. 1561).

## Mortes
- 18 de janeiro — André de Peschiera, beato e frade dominicano italiano  (n. 1400).
- 16 de abril — Lobo Gargurevitch, déspota sérvio, herói de muitas canções de gesta, trovas e poemas folclóricos]] sérvios.  (n. 1471).
- 7 de agosto — Alexandre Stuart, duque de Albany, irmão de Jaime III da Escócia  (n. 1454).
- 22 de agosto — Ricardo III de Inglaterra, na batalha de Bosworth Field  (n. 1452).
- 27 de outubro — Rodolfo Agrícola, foi um humanista do norte dos Países Baixos (n. 1443 ou 1444).
- 14 de novembro — Françoise d'Amboise, beata e freira carmelita francesa  (n. 1427).
- Guilherme de la Marck, cognominado "o selvagem das Ardenas", senhor de Lummen e de Schleiden e um dos mais poderosos nobres do Príncipe-Bispado de Liège  (n. 1446).
- Alboácem Ali (Mulei Haçane ou Mulhacém), 21º rei nacéida de Granada, que reinou em duas ocasiões entre 1464 e 1485.